# Assur-dan I
Assur-dan I (fl. XII secolo a.C.) fu figlio di Ninurta-apal-Ekur ed ottantatreesimo re degli Assiri durante il 1179 - 1134 a.C. oppure 1169 - 1134 a.C.; le due alternative sono dovute alle differenze che si riscontrano nelle tre diverse copie della Lista reale assira. La Lista sincronica ed un'altra copia frammentaria gli attribuisce come suo contemporaneo il re babilonese Zababa-shuma-iddin (1158 a.C. circa) ed il re babilonese Enlil-nadin-ahi (1157-1155 a.C.), ovvero l'ultimo dei re della Dinastia cassita. Probabilmente visse contemporaneamente non solo con questi due re ma anche con i due precedenti ed i due seguenti monarchi, se la durata del suo regno è corretta.